# Harry Crerar
Henry Duncan Graham Crerar (Hamilton, 28 de abril de 1888 – Ottawa, 1 de abril de 1965) foi um oficial do Exército Canadense, o principal nome do Canadá na Segunda Guerra Mundial, em que comandou o Primeiro Exército Canadense.

## Início de carreira
Harry nasceu em Hamilton, Ontário, filho do advogado Peter Crerar e de Marion Stinson Crerar e morreu em Ottawa, Ontário. Antes de seu serviço militar, ele trabalhou como engenheiro na Comissão de Energia Hidroelétrica de Ontário, onde fundou o departamento de pesquisa em 1912. Frequentou o ensino básico em sua cidade natal, Hamilton, e em 1906 foi para o Real Colégio Militar do Canadá, em Kingston, Ontário. Foi promovido ao posto de tenente-coronel de artilharia durante a Primeira Guerra Mundial. Ao contrário da maioria dos oficiais, ele permaneceu no exército após a guerra. Frequentou o Colégio Militar de Camberley, de 1923 a 1924, e logo em seguida no Colégio de Defesa Imperial, encerrando os estudos em 1931. Foi nomeado diretor de operações militares e de inteligência militar em 1935 e comandante do Real Colégio Militar do Canadá, em 1939.

## Segunda Guerra Mundial
Serviu na Segunda Guerra Mundial inicialmente como brigadeiro no Estado Maior da Sede Militar Canadense na Inglaterra. No início de 1940, foi nomeado vice-chefe do Estado Maior do Exército e, mais tarde naquele ano, tornou-se Chefe do Estado Maior do Exército.
Promovido ao posto de major-general, tornou-se General de Comando Oficial da 2ª Divisão de Infantaria do Canadá, que estava na Inglaterra em 1941. No ano seguinte, foi promovido a tenente-general e assumiu o comando do I Corpo Canadense na Inglaterra e também o comandando na Itália, lutando brevemente na Campanha Italiana.
Em março de 1944, ele retornou à Inglaterra e foi promovido novamente, desta vez para comandar o Primeiro Exército Canadense. Embora tenha sido designado como o comandante Primeiro Exército Canadense, mantinha sob seu comando uma quantidade significativa de tropas britânicas e polonesas, incluindo todo o I Corpo Britânico, comandado pelo tenente-general John Crocker, juntamente com a 1ª Divisão Blindada polonesa e outras tropas de vários países europeus. O Primeiro Exército Canadense estava sob as ordens do General Bernard Montgomery, comandante do 21º Grupo do Exércitos, durante as primeiras semanas da Campanha da Normandia.
O Primeiro Exército continuou lutando na França, sendo destacada a atuação na Batalha da Bolsa de Falaise, seguida pela limpeza da costa do Canal da Mancha. Crerar estava se recuperando de um ataque de disenteria durante a Batalha de Scheldt, em outubro de 1944, e seu posto foi assumido pelo tenente-general Guy Simonds, comandante do II Corpo Canadense. O Primeiro Exército de Crerar, reforçado com o XXX Corpo Britânico, sob o comando do tenente-general Brian Horrocks, desempenhou um papel importante na Batalha da Floresta Reichswald, codinome Operação Veritable. O Primeiro Exército, agora composto pelo I Corpo Canadense, passou a participar da invasão dos Aliados Ocidentais na Alemanha e da libertação da Holanda. O fim da Segunda Guerra Mundial na Europa veio logo depois.

## Despedida do exército

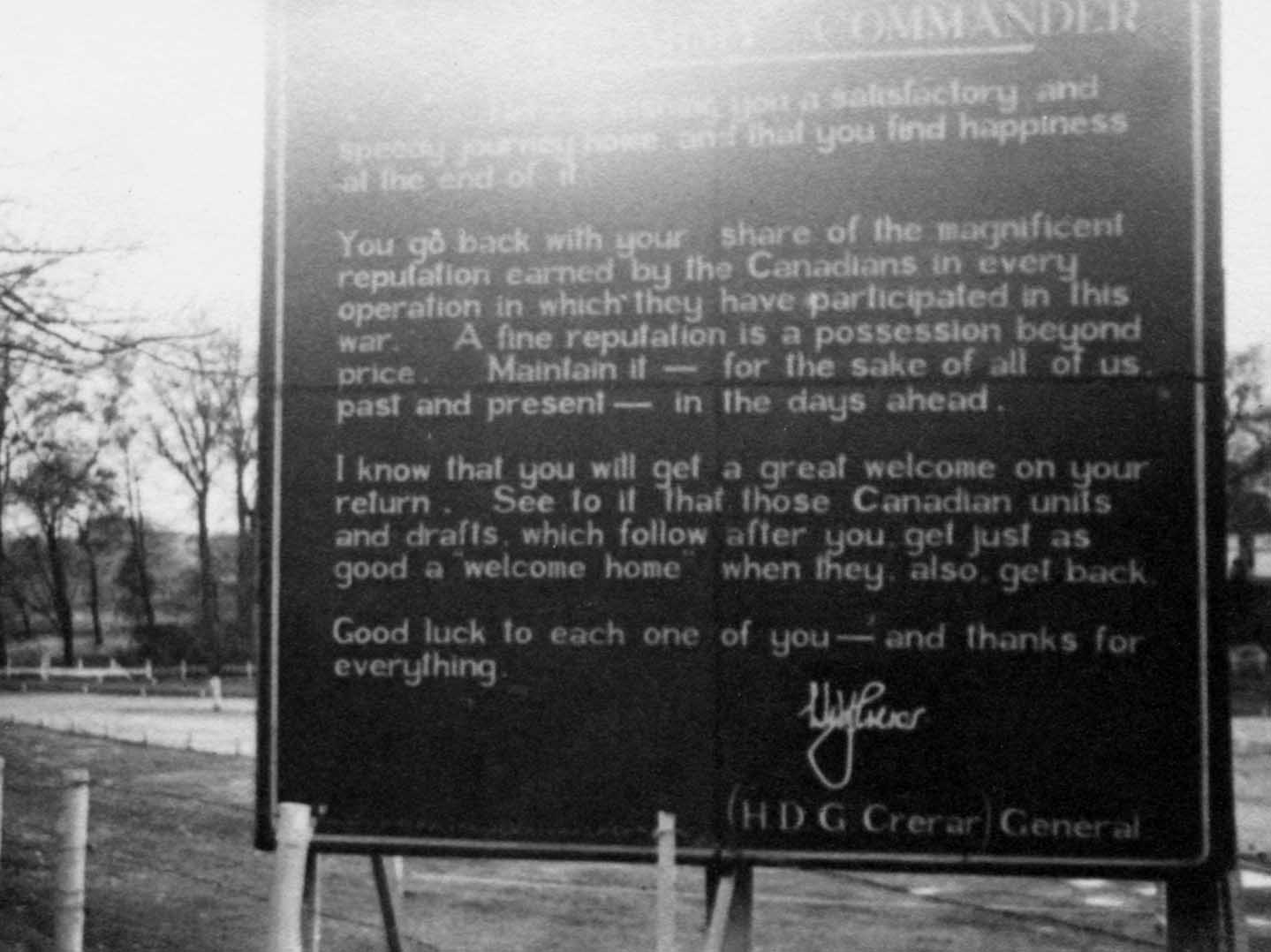
Placa que indicava a mensagem de despedida.

Um sinal de despedida publicado em nome do general Harry Crerar para as tropas do Primeiro Exército Canadense que partem da Holanda em 1945
''Aqui está desejando-lhe uma viagem rápida e satisfatória para casa, e que você encontre a felicidade no final dela. Você volta com sua parte da magnífica reputação conquistada pelos canadenses em todas as operações nas quais eles participaram dessa guerra. Uma boa reputação é uma posse além do preço. Mantenha-o pelo bem de todos nós, passado e presente - nos próximos dias. Sei que você será bem-vindo em seu retorno. Certifique-se de que as unidades e os rascunhos canadenses que se seguem depois de você receber um 'lar de boas-vindas' tão bom quanto eles também voltarem. Boa sorte para cada um de vocês - e obrigado por tudo. (H.D.G Crerar) General.''

## Pós Guerra

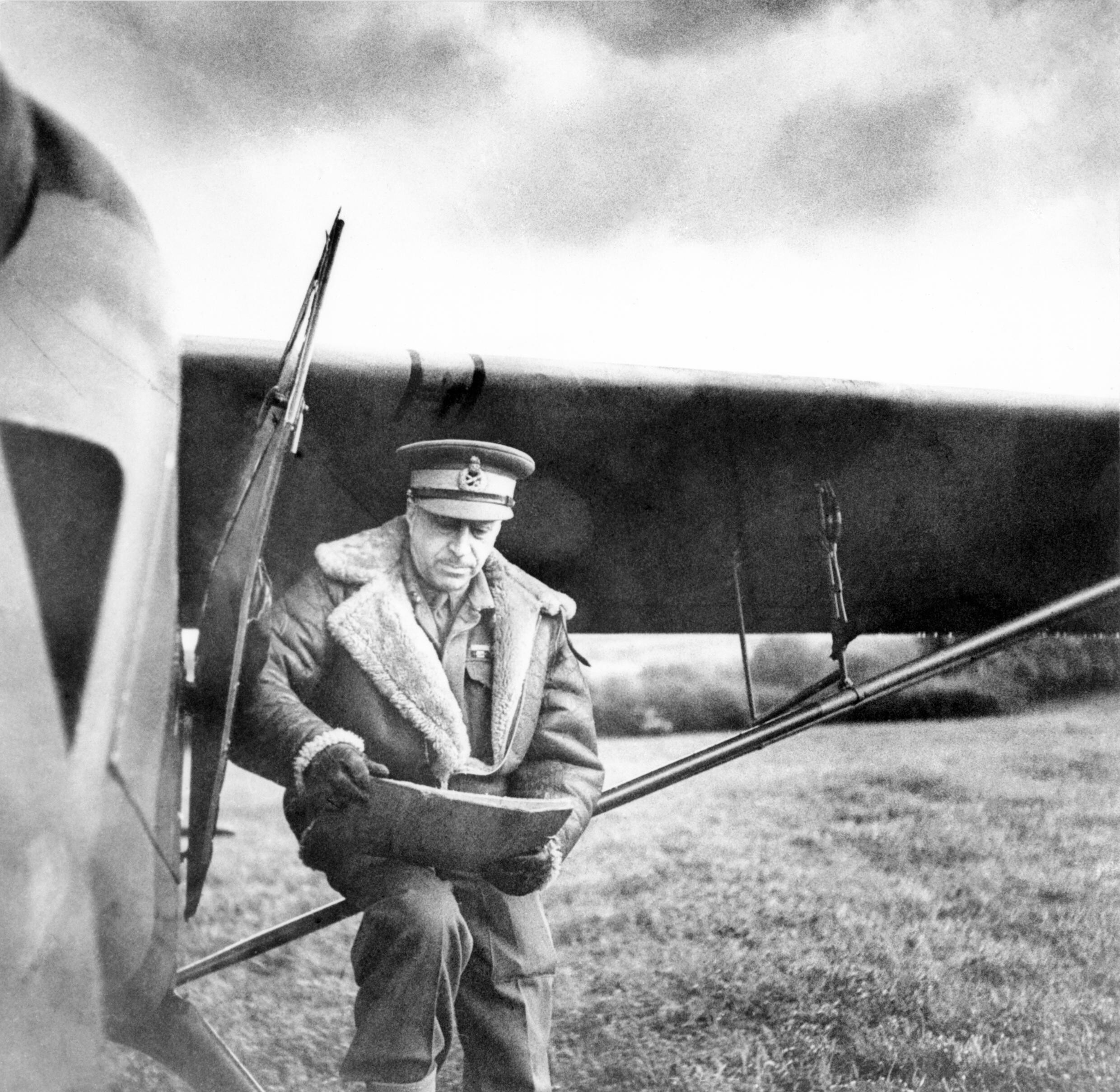
General Harry Crerar.

Crerar chegou a Halifax, Canadá, no navio SS Île de France, com 980 veteranos canadenses da Segunda Guerra Mundial em 5 de agosto de 1945. Ele retornou a Ottawa dois dias depois. Crerar retirou-se do exército em 1946 e depois ocupou cargos diplomáticos na Tchecoslováquia, na Holanda e no Japão.
Durante o debate da bandeira de 1963-1964, ele acreditava que a bandeira vermelha canadense deveria permanecer como a bandeira nacional do Canadá. 
Crerar foi empossado no Conselho Privado da Rainha para o Canadá em 25 de junho de 1964.

## Morte
Harry Crerar morreu em 1 de abril de 19645, aos 76 anos, em Ottawa.